# Scutigera melanostoma
Scutigera melanostoma är en mångfotingart som beskrevs av Haase 1887. Scutigera melanostoma ingår i släktet Scutigera och familjen spindelfotingar.
Artens utbredningsområde är Filippinerna. Inga underarter finns listade i Catalogue of Life.